# Frank Kjosås
Frank Kjosås (* 28. července 1981 Øystese, Norsko) je norský divadelní a filmový herec.

## Profesní život
V letech 2003–2006 vystudoval Státní divadelní školu. V posledním roce studia získal roli Woofa v muzikálu Vlasy uváděném v Norském divadle, kde nadále účinkoval ve stálém angažmá a ztvárnil víc než desítku rolí.
Menší úlohy hrál také v televizi a filmu, věnuje se dabingu.

### Role v Norském divadle
- Vlasy / Hair (2006) – Woof
- Petr Pan (2007) – Petr Pan
- Dvojčata / Tvillingar (2007) – Gut
- Krasnojarsk / Krasnoyarsk (2008) – Kreutzberg
- Poručík z Inishmore / Løytnanten frå Inishmore (2008) – Davey
- Žebrácká opera / Tolvskillingsoperaen (2008) – Krokf.-Jakob/Filch
- Smrt v Thébách / Døden i Teben (2008) – Haimon
- Jesus Christ Superstar (2009) – Jidáš Iškariotský
- Navždy mladý / Evig ung (2009) – Frank Kjosås
- Next to Normal (2010) – Gabe
- Choroby mládí / Sjuk ungdom (2011) – Petrell
- Ostrov pokladů / Skatten på sjørøvarøya (2011) – Jimmy Hawkins

- Sjuk ungdom (2011) – Petrell
- Evita (2012) – Che
- Bibelen (2013) – Ježíš
- Mein Kampf (2013) – Hitler
- Våre beste musikalar (2013) – různé
- Hamlet (2014) – Ofélie/Horacio
- Trost i Taklampa (2014) – Hjalmar
- Shockheaded Peter (2014) – Žalobce a různé
- Det merkelege som hende med hunden den natta (2015) – Christopher
- Sweeney Todd (2015) – Sweeney Todd
- The Book of Mormon (2017) – Kevin Price

### Filmové a televizní role
- 37 a půl / 37 og et halvt (2005)
- Pět lží / 5 løgner (2007) – Stian
- Detektiv Varg Veum - Šípková Růženka / Varg Veum - Tornerose (2008, videofilm) – Peter Werner
- Neviditelní / De usynlige (2008) – Tommy
- Dům bláznů / De gales hus (2008) – Ruben
- Scene frå et parforhold #2 (2010, krátký film) – Han
- Skallamann (2011, krátký film)

- Halvbroren (2012, TV seriál) – Fred
- Ta meg med! (2014) – Per
- Očitý svědek / Øyevitne (2014, TV seriál) – Raymond
- Kampen om tungtvannet (2015, TV seriál) – Knut Haukelid
- Los Bando (2018) – Roger Johnsen
- Exit (2019, TV seriál) – Hartmann